# Делафлоксацин
Делафлоксацин — антибиотик из группы фторхинолонов для лечения острых бактериальных инфекций кожи и кожных структур. Одобрен для применения: США(2017).

## Механизм действия
Ингибирует ДНК-гиразу и топоизомеразу IV.

## Показания
Лечение острых бактериальных инфекций кожи и кожных структур у взрослых, вызванных
грамположительными микроорганизмами:
- Грамположительные бактерии: Staphylococcus aureus (включая метициллин-резистентный золотистый стафилококк), Staphylococcus haemolyticus, Staphylococcus lugdunensis, Streptococcus agalactiae, Streptococcus anginosus (Streptococcus anginosus, Streptococcus intermedius, Streptococcus constellatus), Streptococcus pyogenes, Enterococcus faecalis.
- Грамотрицательные бактерии: Escherichia coli, Enterobacter cloacae, Klebsiella pneumoniae, Pseudomonas aeruginosa.

## Побочные эффекты
- Наиболее частые: тошнота, рвота, диарея, головная боль.
- Более редкие и серьезные: прием делафлоксацина может быть связан с развитием серьезных побочных эффектов, таких как тендинит и разрыв сухожилия, периферическая невропатия и расстройства со стороны центральной нервной системы[5].

## Противопоказания
- повышенная чувствительность к препарату.